# Serguei Skripal
Serguéi Viktòrovitx Skripal (en rus: Серге́й Ви́кторович Скрипаль, nascut el 23 de juny de 1951) és un exoficial de la intel·ligència militar russa que va actuar com a agent doble pel MI6 del Regne Unit. El desembre de 2004 va ser arrestat pel Servei Federal de Seguretat de Rússia (FSB) i posteriorment jutjat, condemnat per alta traïció i empresonat. Va establir-se al Regne Unit l'any 2010 després de l'intercanvi d'espies del Programa Il·legals.
El 4 de març de 2018, Skripal i la seva filla Yulia, la qual va anar a visitar-lo des de Moscou, van ser enverinats amb un agent nerviós. Van ser atesos tots dos en estat crític a l'Hospital del Districte de Salisbury. Van rebre l'alta del hospital el 18 de maig de 2018. El 2018, l'enverinament va ser investigat com un intent d'assassinat.